# Спортінг (Бісау)
Спортінг Клубе ді Бісау або Спортінг (Бісау) (порт. Sporting Clube de Bissau) — професіональний футбольний клуб з Гвінеї-Бісау, який базується в столиці країни — місті Бісау.

## Історія
Клуб було засновано 1936 року в місті Бісау, його було названо на честь португальського клубу Спортінг з Лісабона.
За колоніальної доби, клуб чотири рази брав участь у розіграші Кубку Португалії, двічі доходив до стадії 1/8 фіналу, в 1967 році з Бейра-Мар та зі Спортінгом з Браги в 1970 році, в 1972 році, це була їх остання участь в розіграші турніру, вони пройшли перший раунд та перемогли «Сінтренше», але програли клубу Орієнтал (Лісабон) та вибули з турніру.
Команда має найбільшу кількість перемог у національному чемпіонаті (14), останнє на сьогодні чемпіонство було здобуте в 2010 році, а також у своїй колекції клуб має 6 національних купків та 2 суперкубки.
«Спортінг» 7 разів брав участь в континентальних турнірах під егідою КАФ, одного разу в кубку та шість разів в інших турнірах. Оскільки вони були чемпіонами країни, вони все ж відмовлялися від участі в континентальних турнірах КАФ з 1992 і до кінця 1990-их років, а також з середини 2000-их по 2011 роки включно. В сезоні 1984 року переграли «Реал де Банжул» з Гамбії, наступний суперник ФК «Хафія» знявся з першого раунду змагань, але в другому раунді вже сам «Спортінг» знявся з турніру на користь Кабілії. Клуб в 1986 році також знімався зі змагань в першому раунді на користь «Асанте Кокото» із Гани та з розіграшу 1993 року в попередньому раунді на користь Етуаль Філант (Уагадугу) з Буркіна-Фасо.

## Форма
Форма клубу збігається з уніформою лісабонського Спортінгу, для домашніх матчів команда використовує смугасту біло-зелену футболку, чорні шорти та зелені шкарпетки (як і клуб Спортінг (Прая) з Кабо-Верде). Для виїзних матчів використовують форму білого кольору, за виключенням коміра та крайка рукавів футболки, які мають зелений колір (як і клуби Спортінг (Лісабон) та Спортінг (Прая)).
До середини 2000-их років домашня форма клубу складалася з зеленої футболки з краями рукавів та коміром білого кольору, білих шортів та зелених шкарпеток

## Досягнення
- Національний чемпіонат Гвінеї-Бісау:
  -  Чемпіон (14): 1983, 1984, 1986, 1991, 1992, 1994, 1997, 1998, 2000, 2002, 2004, 2005, 2007, 2021
  -  Срібний призер (4): 1993, 2003, 2013, 2015
  -  Бронзовий призер (1): 2014

- Кубок Гвінеї-Бісау:
  -  Володар (6): 1976, 1982, 1986, 1987, 1991, 2005
  -  Фіналіст (2): 1994, 2004

- Суперкубок Гвінеї-Бісау:
  -  Володар (2): 2004, 2005

## Статистика виступів на континентальних змаганнях під егідою КАФ
| Сезон | Турнір                     | Раунд      | Клуб             | Вдома | На виїзді | Загальний |
| ----- | -------------------------- | ---------- | ---------------- | ----- | --------- | --------- |
| 1977  | Кубок володарів кубків КАФ | 1          | Цедар Юнайтед    | 1-0   | 1-1       | 2-1       |
| 1977  | Кубок володарів кубків КАФ | 2          | Канон Яунде      | 0-4   | 1-7       | 1-11      |
| 1984  | Ліга чемпіонів КАФ         | Попередній | Реал де Банжул   | 2-0   | 0-0       | 2-0       |
| 1984  | Ліга чемпіонів КАФ         | 1          | ФК «Хафія»       | т.п.1 | т.п.1     | т.п.1     |
| 1984  | Ліга чемпіонів КАФ         | 2          | ЖС Кабілія       | т.п.2 | т.п.2     | т.п.2     |
| 1985  | Ліга чемпіонів КАФ         | Попередній | Гарді Насьйональ | 1-2   | 0-1       | 1-3       |
| 1987  | Ліга чемпіонів КАФ         | 1          | Асанте Котоко    | т.п.2 | т.п.2     | т.п.2     |
| 1993  | Ліга чемпіонів КАФ         | Попередній | Етуаль Філант    | т.п.2 | т.п.2     | т.п.2     |
| 2000  | Ліга чемпіонів КАФ         | Попередній | Хоройя           | 1-1   | 0-2       | 1-3       |
| 2008  | Ліга чемпіонів КАФ         | Попередній | Олімпік Хурібга  | 0-2   | 0-2       | 0-4       |

1- ФК «Хафія» покинув турнір.

2- Спортінг (Бісау) покинув турнір.

## Статистика виступів клубу в португальських турнірах
| Сезон | Турнір                     | Раунд      | Клуб               | Вдома | На виїзді | Загальний |
| ----- | -------------------------- | ---------- | ------------------ | ----- | --------- | --------- |
| 1967  | Кубок Португалії з футболу | 1/8 фіналу | Бейра-Мар          | 3-5   | 0-6       | 3-11      |
| 1970  | Кубок Португалії з футболу | 1/8 фіналу | Спортінг (Брага)   | 1-0   | 0-3       | 1-3       |
| 1972  | Кубок Португалії з футболу | 1          | Сінтренше          | 0-2   | X         | 0-2       |
| 1972  | Кубок Португалії з футболу | 1          | Орієнтал (Лісабон) | 0-1   | X         | 0-1       |

## Відомі гравці
- Мамаді Балде
- Моя Мане